# Vulcanodon
Vulcanodon ("Sopečný zub") byl rod poměrně malého, vývojově primitivního sauropodního dinosaura z čeledi Vulcanodontidae. Žil v období rané jury (zhruba před 201 až 196 miliony let) na území dnešní jižní Afriky.

## Popis
Jeho celková délka činila asi 6,5 až 11 metrů a hmotnost dosahovala přibližně kolem 3,5 tuny, takže šlo o jednoho z menších zástupců této vývojové skupiny. Podle jiných odhadů činila hmotnost tohoto druhu až kolem 9800 kilogramů.

## Objev a popis
Typový druh V. karibaensis byl formálně popsán paleontologem Michaelem A. Raathem v roce 1972. První zkameněliny dinosaura byly objeveny roku 1969 v oblasti jezera Kariba na území Zimbabwe. Na místě byly objeveny také fosilní zuby neznámého teropoda, který zřejmě hodoval na mršině vulkanodona.

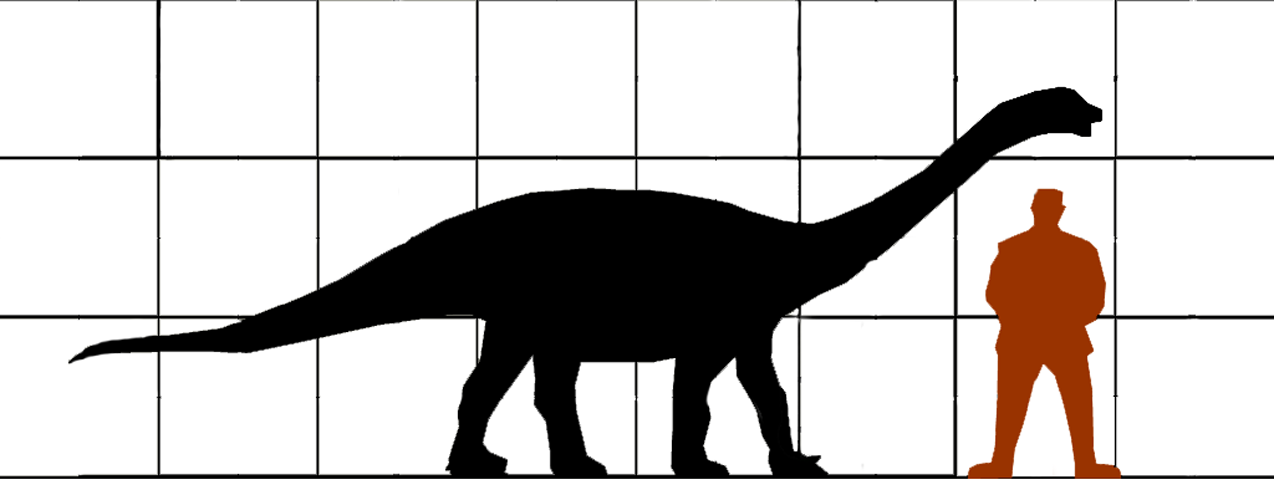
Srovnání velikosti vulkanodona a člověka.